# روبرتو مارونی
روبرتو ارنستو مارونی (تلفظ ایتالیایی: [roˈbɛrto maˈroːni]؛ زادهٔ ۱۵ مارس ۱۹۵۵)، سیاستمدار ایتالیایی از وارزه، رئیس‌جمهور لمباردی از ۱۸ مارس ۲۰۱۳ تا ۲۶ مارس ۲۰۱۸ بود. او رهبر اتحادیه شمالی، حزبیست که خواهان خودمختاری یا استقلال شمال ایتالیا، یا پادانیا ست. او از ۱۹۹۲ تا ۲۰۱۳ عضو اتاق معاونین جمهوری ایتالیا بوده و همواره در حوزه‌های انتخابیه لمباردی انتخاب شده‌است. او از ۱۹۹۴ تا ۱۹۹۵ و ۲۰۰۸ تا ۲۰۱۱ وزیر کشور جمهوری ایتالیا بوده‌است.